# Stabbing Westward (album)
Stabbing Westward è il quarto ed eponimo album in studio del gruppo musicale statunitense Stabbing Westward, pubblicato nel 2001. 

## Tracce
1. So Far Away – 4:10
2. Perfect – 3:46
3. I Remember – 5:43
4. Wasted – 4:45
5. Happy – 4:03
6. The Only Thing – 5:38
7. Angel – 4:22
8. Breathe You In – 4:00
9. High – 3:21
10. Television – 4:52

## Formazione
- Christopher Hall – voce
- Derrek Hawkins – chitarra
- Jim Sellers – basso, chitarra
- Walter Flakus – tastiera, sintetizzatore, programmazioni
- Andy Kubiszewski – batteria, vibrafono, marimba, sintetizzatore, chitarra